# Creusot-Loire
Cet article traite de la société Creusot-Loire ayant existé de 1970 à 1984 ; à ne pas confondre avec Creusot-Loire Industries, société créée après la liquidation de Creusot-Loire par Usinor aujourd'hui ArcelorMittal ayant existé de 1984 à 2000.
Creusot-Loire est une ancienne société sidérurgique française, créée en 1970 à la suite de la fusion de la Société des Forges et Ateliers du Creusot (SFAC) du groupe Empain-Schneider avec la Compagnie des ateliers et forges de la Loire (CAFL), qui regroupait antérieurement Dorian-Holtzer Jackson & Cie, Forges et aciéries de la Marine, aciéries de Saint-Étienne et aciéries et forges de Firminy). Elle disparaît le 12 décembre 1984 à la suite de son dépôt de bilan le 28 juin 1984.

## Histoire
En 1970, Marine-Firminy, propriétaire de la Compagnie des ateliers et forges de la Loire (CAFL), s'associe avec le groupe Empain-Schneider, propriétaire de la Société des Forges et Ateliers du Creusot (SFAC), pour créer la société Creusot-Loire. Creusot-Loire est composé d'activités de métallurgie lourde, de sidérurgie et pour partie de nucléaire, avec sa participation dans Framatome.    
La fusion des deux entreprises conduit à une direction bicéphale entre les anciens directeurs de la SFAC et de la CAFL. Elle vise à l'intégration de la métallurgie et de la sidérurgie. La structure de cet ensemble représente, filiales incluses, vingt-huit établissements industriels, 39 000 personnes dont plus de 2 000 ingénieurs et cadres. Il est complexe et doit se désarticuler en deux grands éléments : d'une part Creusot-Loire stricto sensu, d'autre part les filiales et entreprises où le groupe a des participations. En 1970, le groupe Creusot-Loire représentait un chiffre d'affaires consolidé de 3 525 MF et la société Creusot-Loire un chiffre d'affaires de 2 973 MF.   
Au cours des années 1970, Creusot Loire multiplie les investissements outre-Atlantique, en rachetant les entreprises Phoenix Steel et Yale Steel. La direction bicéphale se termine en 1979 avec le départ de l'un des deux directeurs, Michel Collas, qui devient président de la chambre syndicale de la sidérurgie. 
La crise née du choc pétrolier de 1974 ébranle les comptes de Creusot-Loire et créé un déficit chronique à partir de 1975 (date du dernier exercice positif de l'entreprise). En 1975, les seuls établissements de l'ex-SFAC du Creusot constituent le plus important site industriel français, se répartissant sur 355 hectares (dont 54 couverts), employant quelque 10 400 personnes et pour un chiffre d'affaires s'élevant à 1 416 MF (dont 47 % réalisés à l'exportation). 
En 1980, l'arrivée du nouveau directeur du groupe Empain-Schneider, Didier Pineau-Valencienne à la tête de l'entreprise conduit à une analyse de la société : les chiffres de Creusot-Loire montrent de grandes difficultés du groupe qui est en déficit chronique de centaines de millions de francs. Les premières analyses montrent un manque de capitaux propres du groupe, la détérioration des chiffres de la sidérurgie du fait d'une concurrence accrue avec des entreprises en partie nationalisées, mais aussi un système de gestion complexe et opaque.
En 1981, Didier Pineau-Valencienne demande, au cabinet Arthur Andersen, un audit de la société Creusot-Loire. L'audit met en cause l'absence de gestion des risques ainsi que l'inadaptation des règles comptables. Ces constats conduisent à une restructuration complète de Creusot-Loire. Il est ainsi décidé de mettre en œuvre un renforcement des méthodes comptables et de reporting, ainsi qu'une plus grande intégration au groupe Schneider afin de permettre d'avoir une vue d'ensemble. Un second audit est mis en œuvre, soulevant là encore des graves difficultés : contrôle de gestion inefficace, absence de direction stratégique mais aussi un nombre élevé d'activités non stratégiques. À l'usine du Creusot, un blooming, un laminoir à billettes et un laminoir à barres sont fermés,  un four électrique de 12 t et 35 MVA est fermé à l'usine de Pamiers, et un autre de 15 t et 4 MVA à Ordain. Mais bien que cette année 1981 est positive, la situation de Creusot-Loire se détériore de manière importante dans les années suivantes. L'acquisition de Phoenix Steel se révèle très négative pour le groupe, creusant les pertes de plusieurs centaines de millions de francs. 
Didier Pineau Valencienne décide de reprendre personnellement la direction de Creusot-Loire pour tenter d'enrayer ce déclin. En décembre 1982, il convoque un conseil d'administration afin de révoquer le directeur, Philippe Boulin, présent dans le groupe Schneider depuis 1957. Le début de 1983 marque le début de lourdes pertes pour le groupe, et le 22 mars 1983, Didier Pineau-Valencienne prévient le gouvernement de la situation, mettant en avant le besoin de capitaux de l'ordre de 2 milliards d'euros. De manière répétée, Didier Pineau-Valencienne demande la mise en place de négociation avec les pouvoirs publics, affirmant la possibilité d'arrêt des activités. 
Le 2 juin 1983, le ministre de l'Industrie, Laurent Fabius, s'engage à ouvrir des négociations sous les 6 jours. La négociation avec le ministre de l'Industrie conduit à évaluer le besoin de financement jusqu'à 1986 à 5 961 millions de francs. Au cours de l'été 1983 les besoins sont revus à 7 milliards de francs. Les techniciens du gouvernement considèrent les besoins surévalués et demandent une révision avec un audit externe. Les négociations se poursuivent et un accord est conclu, conduisant à un apport de 3,4 milliards de francs par la société et le groupe Empain en échange de cessions d'actifs et d'une augmentation du capital. 2,1 milliards sont accordés par des banques sous la forme de prêts bonifiés et par l'État sous forme de reprise d'activités. 
L'apport financier conduit parallèlement à une politique de restructuration afin de pouvoir limiter les pertes de l'entreprise : Creusot-Loire cède des entreprises, et ferme la fonderie de Montchanin. Un plan de préretraite et de départ volontaire est mis en œuvre, 2 000 départs sont signés en 1983. L'accord financier de novembre 1983 se révèle très rapidement insuffisant, les analyses poussent Didier Pineau-Valencienne à demander la nationalisation des entreprises de sidérurgie, non rentables. Des nouvelles négociations s'ouvrent, Didier Pineau-Valencienne voulant renégocier l'accord de novembre 1983 qu'il juge insuffisant. Le gouvernement ne semble pas de cet avis et dans une lettre du 24 avril, Pierre Mauroy demande à Creusot Loire et de ses actionnaires qu'ils « prennent les dispositions nécessaires pour honorer leurs engagements ». Le lendemain, Creusot-Loire demande une mise sous protection judiciaire permettant de redresser l'entreprise. Cette mise sous protection du groupe conduit à faire connaître à la presse la situation très délicate du groupe.
De nouvelles négociations ont alors lieu avec les pouvoirs publics. Le gouvernement cherche alors à prendre le contrôle de Creusot-Loire, mais aussi du groupe Schneider, avec des participations dans les autres filiales du groupe. Les négociations sont menées avec Louis Schweitzer en juin 1984, en échange d'un plan d'investissement de 800 millions de francs. L'accord est presque signé le 28 juin. 
Un comité interministériel restreint se tient discrètement et deux points de vue s'affrontent : celui du ministre de l'Industrie Laurent Fabius, favorable à l'accord, et celui du ministre des Finances, Jacques Delors, défavorable à une intervention massive de l'État dans une entreprise privée. Le comité interministériel conduit à l'abandon des négociations, et à 20 h, le tribunal annonce la mise en règlement judiciaire du groupe ; quelques minutes plus tard, Laurent Fabius dénonce le « comportement scandaleux » des responsables de l'entreprise, critiquant la direction du groupe et la politique menée.
Laurent Fabius nomme Louis Gallois comme responsable de Creusot-Loire le 4 juillet 1984. Le plan Gallois prévoit de nombreux licenciements mais il est rejeté lors d'une table ronde le 7 septembre 1984. Deux autres plans sont alors mis en œuvre ; le « plan Robleu » qui échoue faute d'accord entre les pouvoirs publics et les industriels et un dernier plan qui conduit à la nationalisation, pour un faible coût, de Framatome et à la reprise, par Usinor, de certaines activités  au sein de sa filiale Creusot-Loire Industrie qui devient Usinor Industeel après son rapprochement avec l'autre filiale FAFER en 2000 et cédée à France Essor en 2003. 
Le 12 décembre 1984, le tribunal de commerce de Paris procède à la liquidation de Creusot-Loire.